# Liste der Bischöfe von Tui
Die folgenden Personen waren Bischöfe von Tui (Galicien):
- Heiliger Epitacio (57)
- Heiliger Evasio (82)
- Anila (ca. 568 bis ca. 576)
- Neufila (ca. 576–589)
- Gardingo (ca. 585 bis ca. 600)
- Anastasio (ca. 628–643)
- Adimiro (ca. 643 bis ca. 650)
- Beato (ca. 650 bis ca. 656)
- Genetivo (ca. 665 bis ca. 681)
- Oppas (ca. 681 bis ca. 686)
- Adelfio (ca. 686 bis ca. 700)
- Diego (ca. 882 bis ca. 906)
- Branderico (ca. 882 bis ca. 906)

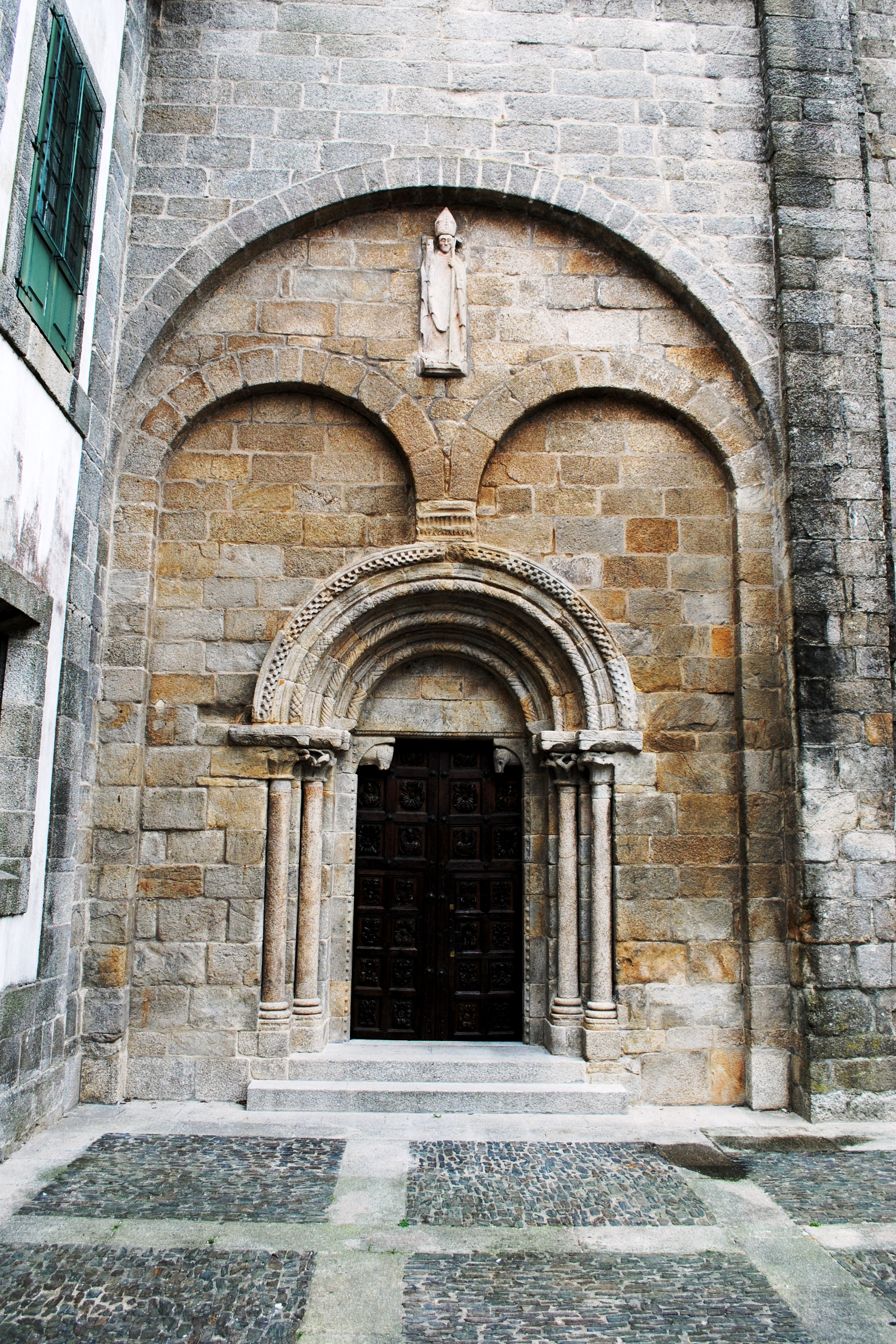
Heiliger Epitacio, Kathedrale von Tui.

- Heiliger Hermoigio (918 bis nach 925)
- Naustio (ca. 926 bis ca. 932)
- Oveco, Eneco oder Diego (ca. 932–936)
- Vimara oder Vimarasio (936 bis ca. 948)
- Baltario (ca. 948–951)
- Viliulfo (952–1003 oder ca. 970)
- Pelagio
- Alfonso I. (um 1022)
- Suero Bermúdez (1022–1024) (dann Bischof von Dumio)
- Gregor (1069–1072)
- Aderico oder Auderico (1072 bis ca. 1098)
- Alfonso II. oder Alonso (1100–1130)
- Pelayo Meléndez (1130/31–1155/56)
- Isidor (1156–1167)
- Juan I. (1168–1173)
- Beltrán oder Bertrando (1173/74–1187)
- Pedro (1188–1205)
- Suero oder Suario (1206–1215)
- Juan Pérez (1215–1217)
- Esteban Egea (1218–1239)
- Lucas Tudense (1239–1249)
- Gil Pérez de Cerveira (1250–1274)
- Nuño Pérez (1274–1276/77)
- Fernando Arias (1276/78–1285)
- Juan Fernández de Sotomayor I. (1286–1323)
- Bernardo Guido (1323–1324)
- Simón (1324–1326/27)
- Rodrigo Ibáñez (1326/28–1335)
- García (1337–1348)
- Gómez Prego (1349–1351)
- Juan de Castro (1351–1385)
- Diego Anaya y Maldonado (1385–1390)
- Juan Ramírez de Guzmán (1391–1394)
- Juan Fernández de Sotomayor II. (1394/95–1423)
- Diego Rapado (1425)
- Rodrigo de Torres (1427–1430)
- Enrique Kardinal Guillelmo (1430)
- Juan de Cervantes (1430–1438)
- García Martínez de Bahamonde (1439–1441)
- Pedro de Sylva
- Luis Pimentel y Quiñones (1442–1467)
- Rodrigo de Vergara (1468–1472)
- Diego de Muros (1471/72–1487)
- Pedro Beltrán (1488–1505)
- Juan Manso
- Juan de Sepúlveda (1505–1514) (dann Bischof von Malta)
- Martín Zurbano de Azpeitia (1514–1516)
- Luis Martiano (1517–1521)
- Pedro Gómez Sarmiento de Villandrando (1523–1524) (Kardinal, dann Bischof von Badajoz)
- Pedro González Manso (1524–1525) (dann Bischof von Badajoz)
- Diego de Avellaneda (1525–1538)
- Sebastián Ramírez de Arellano (1538–1539) (dann Bischof von León)
- Miguel Muñoz (1540–1547) (dann Bischof von Cuenca)
- Juan de San Millán (1547–1564) (dann Bischof von León)
- Diego Torquemada (1564–1582)
- Bartolomé Molina (1583–1589)
- Bartolomé de la Plaza (1589–1596) (dann Bischof von Valladolid)
- Francisco de Tolosa OFM (1597–1600)
- Francisco Terrones del Caño (1601–1608) (dann Bischof von León)
- Prudencio Sandobal OSB (1608–1612) (dann Bischof von Pamplona)
- Juan García Valdemora (1612–1620)
- Juan Martínez de Peralta OSH (1621–1622) (dann Bischof von Zamora)
- Pedro Herrera Suárez OP (1622–1630) (dann Bischof von Tarazona)
- Pedro Moya Arjona (10. Februar 1631 bis 14. Oktober 1631)
- Diego Vela Becerril (1632–1635)
- Diego Arce Reinoso (1635–1638) (dann Bischof von Ávila)
- Diego Rueda Rico (1639–1639)
- Antonio Guzmán Cornejo (1640–1642)
- Diego Martínez Zarzosa (1643–1649) (dann Bischof von Cartagena)
- Juan López de Vega (1649–1656)
- Miguel Ferrer (1657/58–1659)
- Juan de Villamar (1660–1666)
- Antonio Fernández del Campo y Angulo (1666–1668)
- Bernardino Lón de la Rocha oder Roca (1668–1673)
- Simón García Pedrejón (1674–1682)
- Alfonso Galaz Torrero (1682–1688)
- Anselmo Gómez de la Torre (1690–1721)
- Fernando Ignacio Arango Queipo OSA (1721–1745)
- José Larumbe Mallí (1745–1751)

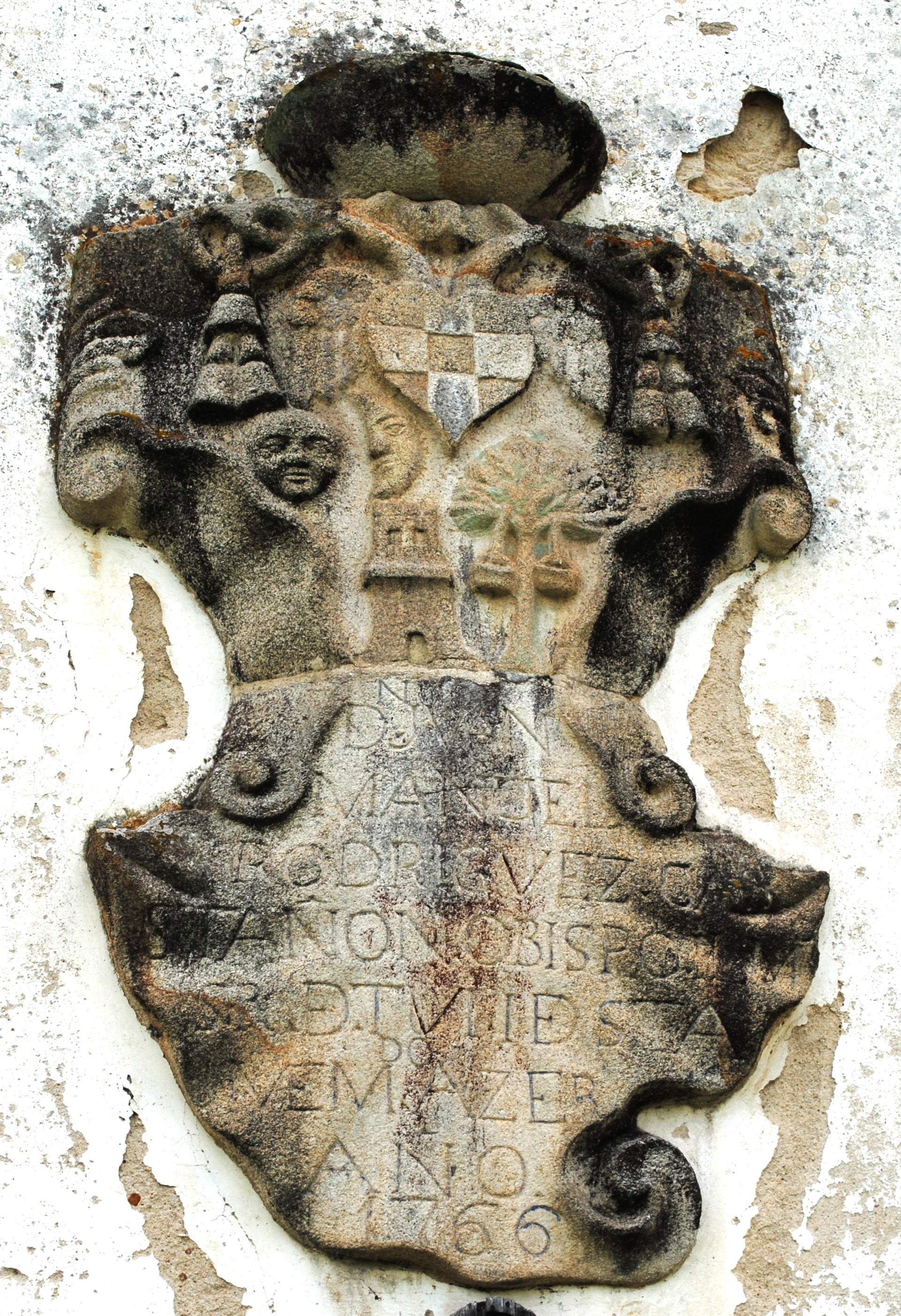
JVAN MANOEL RODRIGVEZ CASTAÑON..., escudo en S. Lourenzo de Oliveira, Ponteareas.

- Juan Manuel Rodríguez Castañón (1752–1769)
- Antonio Fernández Tobar (12. März 1770 bis 20. August 1770)
- Lucas Ramírez Galán OFM (1770–1774)
- Domingo Ramón Fernández Angulo (1775–1796)
- Juan García Benito (1797–1822) (dann Erzbischof von Santiago de Compostela)
- Francisco Javier García Casarrubios y Melgar OCist (1825–1855)
- Telmo Maceira (1855–1864)
- Ramón Garcia Antón OSH (1865–1876)
- Juan María Valero y Nacarino (1876–1882) (dann Bischof von Cuenca)
- Fernando Hüe y Gutiérrez (1882–1894)
- Valeriano Menéndez y Conde (1894–1914) (dann Erzbischof von Valencia)
- Leopoldo Eijo y Garay (1914–1917) (dann Bischof von Vitoria)
- Manuel Lago y González (1917–1923) (dann Erzbischof von Santiago de Compostela)
- Manuel María Vidal y Boullon (1923–1929)
- Antonio García y García (1930–1938) (dann Erzbischof von Valladolid)
- José López Ortiz OSA (1944–1969) (dann spanischer Militärbischof)
- José Delicado Baeza (1969–1975) (dann Erzbischof von Valladolid)
- José Cerviño Cerviño (1976–1996)
- José Diéguez Reboredo (1996–2010)
- Luis Quinteiro Fiuza (2010–2024)
- Antonio José Valín Valdés (seit 2024)